# 전주동초등학교
전주동초등학교는 대한민국 전북특별자치도 전주시 완산구 중노송동에 있는 국공립 초등학교다.

## 학교 연혁
- 1957년 5월 6일 전주동국민학교 개교(풍남국민학교에서 분리)
- 1996년 3월 1일 전주동초등학교로 개칭
- 2007년 10월 19일 도서관 리모델링(2실)
- 2008년 1월 29일 본교 리모델링 공사(33실)
- 2014년 2월 14일 제55회 졸업식(졸업생 63명, 계:26,561명)
- 2014년 3월 1일 13학급 편성(특수학급1학급 포함)
- 2014년 9월 1일 제23대 이동희 교장 부임
- 2017년 2월 10일 제58회 졸업(총 26,675명)
- 2017년 3월 1일 9학급 편성(특수학급 1학급 포함)
- 2017년 9월 1일 제25대 김정희 교장 부임
- 2018년 3월 1일 12학급 편성(특수학급 2학급 포함)

## 참고 자료
- 전주동초등학교 - 한국교육학술정보원 학교알리미